# Anakiwa
Anakiwa – miasto w Nowej Zelandii, na Wyspie Południowej, w regionie Marlborough.